# Jan Zejda (lekarz)
Jan Eugeniusz Zejda – polski epidemiolog, dr hab. nauk medycznych, profesor i kierownik Katedry i Zakładu Epidemiologii Wydziału Nauk Medycznych w Katowicach Śląskiego Uniwersytetu Medycznego.

## Życiorys
27 listopada 1995 habilitował się na podstawie pracy zatytułowanej Epidemiologiczna ocena związku pomiędzy sprawnością wentylacyjną płuc a zawodowym narażeniem na substancje szkodliwe dla układu oddechowego. Uwarunkowania i ograniczenia metodologiczne. 22 stycznia 2003 uzyskał tytuł profesora nauk medycznych. Został zatrudniony na stanowisku profesora zwyczajnego w Katedrze Zdrowia Publicznego na Wydziale Zdrowia Publicznego Śląskiego Uniwersytetu Medycznego w Katowicach.
Był dziekanem na Wydziale Zdrowia Publicznego Śląskiej Akademii Medycznej, przewodniczącym Komitetu Epidemiologii i Zdrowia Publicznego PAN, zastępcą dyrektora w Instytucie Medycyny Pracy i Zdrowia Środowiskowego, oraz członkiem prezydium ZG Polskiego Towarzystwa Zdrowia Publicznego.
Awansował na stanowisko prorektora Śląskiego Uniwersytetu Medycznego w Katowicach.
Jest profesorem i kierownikiem w Katedrze i Zakładzie Epidemiologii na Wydziale Nauk Medycznych w Katowicach Śląskiego Uniwersytetu Medycznego, a także członkiem Komitetu Zdrowia Publicznego Polskiej Akademii Nauk.

## Odznaczenia
- Złoty Krzyż Zasługi (2004)[4]